# Jelkina pološčenka
Jelkina pološčenka (znanstveno ime Ganoderma carnosum) je vrsta glive iz rodu pološčenk (Ganoderma).

## Značilnosti
Je enoletnica in raste kot parazit na jelkah in njenih koreninah. Doseže velikost 3–18 × 5–22 × 14 cm. Klobuk je bočno nastavljen, ploščat, polkrožen ali ledvičast. Zgornja površina je sijoča, kot da bi bila lakirana, pri starejših je valovita, neenakomerna, grudasta, rjave do črne barve. Rob, ki je območje aktivne rasti, je sprva bele do smetanaste barve, pri starejših primerkih postane rjav. 
Bet je stožčast, pogosto sploščen, nepravilno upognjen, dolg 1–10 cm in debel 0,7–4 cm. Večinoma je stransko nasajen, redkeje sredinsko.
Trosovnica je cevasta, pri mladih gobah belkasta, nato smetanasta in nazadnje rjavkasta. Plast cevk je debela do 2,5 cm in je ločena od beta z utorom. Pore so drobne - 3–4 na 1 mm.

## Razširjenost in življenjski prostor
Raste čez vse leto kot zajedalec na večjih štorih in kosih lesa iglavcev najpogosteje na jelki.

## Mikroskopske značilnosti
Trosni prah je rjav. Trosi so eliptični in bradavičasti. Velikost: 10-13,5 x 7-8,5 µm.

## Uporabnost
Goba je neužitna.